# Élections constituantes de 1946 dans la Drôme
Les élections constituantes françaises de 1946 se tiennent le 2 juin. Ce sont les deuxièmes élections constituantes, après le rejet du projet de Constitution française du 19 avril 1946 lors du référendum du 5 mai.

## Mode de scrutin
L'assemblée constituante est composée de 586 sièges pourvus au scrutin proportionnel plurinominal suivant la règle de la plus forte moyenne dans chaque département, sans panachage ni vote préférentiel.
Dans le département de la Drôme, quatre députés sont à élire.

## Élus
| Député sortant | Parti | Parti | Député élu ou réélu   | Parti | Parti |
| -------------- | ----- | ----- | --------------------- | ----- | ----- |
| Maurice Michel |       | PCF   | Maurice Michel        |       | PCF   |
| Marcel Barbu   |       | URR   | Maurice-René Simonnet |       | MRP   |
| Marius Moutet  |       | SFIO  | Marius Moutet         |       | SFIO  |
| Pierre Dhers   |       | MRP   | Pierre Dhers          |       | MRP   |

## Résultats

### Résultats à l'échelle du département
| Parti    | Parti    | Tête de liste  | Résultats | Résultats | Sièges |  |
| Parti    | Parti    | Tête de liste  | Voix      | %         |        |  |
| -------- | -------- | -------------- | --------- | --------- | ------ |  |
|          | MRP      | Pierre Dhers   | 43 339    | 33,19     | 2      |  |
|          | PCF      | Maurice Michel | 42 641    | 32,65     | 1      |  |
|          | SFIO     | Marius Moutet  | 29 024    | 22,22     | 1      |  |
|          | RGR      | Jean Perdrix   | 15 594    | 11,94     | -      |  |
|          |          |                |           |           |        |  |
| Inscrits | Inscrits | Inscrits       | 169 387   | 100,00    | 4      |  |
| Votants  | Votants  | Votants        | 132 434   | 78,18     |        |  |
| Exprimés | Exprimés | Exprimés       | 130 598   | 98,61     |        |  |